# Йозеф Чігак
Йозеф Чігак (чеськ. Josef Čihák; нар. 19 березня 1963) — колишній чеський тенісист.
Найвищу одиночну позицію світового рейтингу — 72 місце досяг 19 жовтня 1987, парну — 57 місце — 20 березня 1989 року.
Здобув 1 парний титул.
Найвищим досягненням на турнірах Великого шолома було 2 коло в парному розряді.

## Фінали Гран-прі за кар'єру

### Парний розряд: 2 (1–1)
| Результат | W/L | Дата     | Турнір               | Покриття | Партнер       | Суперники                            | Рахунок  |
| --------- | --- | -------- | -------------------- | -------- | ------------- | ------------------------------------ | -------- |
| Поразка   | 0–1 | Сер 1989 | Swedish Open, Швеція | Ґрунт    | Карел Новачек | Пер Генрікссон Ніклас Утґрен         | 5–7, 2–6 |
| Перемога  | 1–1 | Сер 1989 | Сен-Венсан, Італія   | Ґрунт    | Цирил Сук     | Массімо Сієрро Алессандро де Мінічіс | 6–4, 6–2 |

## Титули на челленджерах

### Одиночний розряд: (3)
| Ранг | Рік  | Турнір                       | Покриття | Суперник          | Рахунок  |
| ---- | ---- | ---------------------------- | -------- | ----------------- | -------- |
| 1.   | 1984 | Білефельд, Західна Німеччина | Ґрунт    | Петер Ельтер      | 6–2, 7–5 |
| 2.   | 1988 | Пескара, Італія              | Ґрунт    | Херардо Вакарецца | 6–4, 6–3 |
| 3.   | 1988 | Касабланка, Марокко          | Ґрунт    | Девід де Мігель   | 6–4, 6–2 |

### Парний розряд: (11)
| Ранг | Рік  | Турнір              | Покриття | Партнер         | Суперники                          | Рахунок  |
| ---- | ---- | ------------------- | -------- | --------------- | ---------------------------------- | -------- |
| 1.   | 1985 | Баїя, Бразилія      | Тверде   | Том Найссен     | Еміліо Санчес Вікаріо Віктор Печчі | 6–4, 6–3 |
| 2.   | 1987 | Будапешт, Угорщина  | Ґрунт    | Цирил Сук       | Крістер Аллгард Давід Енгель       | 6–2, 7–6 |
| 3.   | 1988 | Каїр, Єгипет        | Ґрунт    | Цирил Сук       | Роберто Аргуельйо Марсело Інгарамо | 6–3, 6–2 |
| 4.   | 1988 | Агадір, Марокко     | Ґрунт    | Цирил Сук       | Хосе Лопес-Мезо Альберто Тоус      | 6–2, 6–2 |
| 5.   | 1988 | Сан-Марино          | Ґрунт    | Крістер Аллгард | Жоао Кунья е Сілва Єрґен Віндаль   | 6–4, 6–2 |
| 6.   | 1988 | Касабланка, Марокко | Ґрунт    | Цирил Сук       | Арно Боеч Деніс Ланґаскенс         | 6–2, 6–0 |
| 7.   | 1989 | Касабланка, Марокко | Ґрунт    | Марк Куверманс  | Марсело Інгарамо Крістіан Мініуссі | 6–4, 6–4 |
| 8.   | 1989 | Агадір, Марокко     | Ґрунт    | Цирил Сук       | Бретт Дікінсон Єрґен Віндаль       | 6–3, 6–3 |
| 9.   | 1990 | Агадір, Марокко     | Ґрунт    | Цирил Сук       | Омар Кампорезе Дієго Наргісо       | W/O      |
| 10.  | 1991 | Порту, Португалія   | Ґрунт    | Томаш Анзарі    | Хуан Карлос Багена Андрес Гомес    | 7–5, 6–2 |
| 11.  | 1991 | Пескара, Італія     | Ґрунт    | Томаш Анзарі    | Юган Донар Джон Собел              | 6–3, 6–4 |